# 侍塚古墳
侍塚古墳（さむらいづかこふん）は、栃木県大田原市にある古墳。 「上侍塚古墳」と「下侍塚古墳」に分かれる。1951年6月9日に国の史跡に指定された。また、2025年（令和7年）5月2日付で大田原市が文化財保護法に基づく管理団体となり同日付で官報に告示された。

## 位置・周辺遺跡
史跡侍塚古墳は、上侍塚古墳と、その800メートル北にある下侍塚古墳の2基からなる。那須地方には前方後方墳が多く、上侍塚古墳・下侍塚古墳の2基も前方後方墳で、前者は全長114メートル、後者は全長84メートルを測る。上侍塚古墳は、足利市の藤本観音山古墳（116.5メートル）に次ぎ、栃木県内では2番目に大きい前方後方墳である。2基とも葺石が認められ、墳丘周囲には周濠の痕跡がある。築造は4世紀後半とみられる。
那珂川右岸の段丘には古墳が集中しており、上侍塚・下侍塚周辺にも複数の古墳が存在する。上侍塚の北には前方後方墳の上侍塚北古墳がある。また、下侍塚の北には侍塚古墳群がある。この古墳群は8基からなり、内訳は前方後円墳1、円墳6、方墳1である。

## 徳川光圀による発掘調査
上侍塚・下侍塚の2基の古墳は、江戸時代に徳川光圀の命で発掘調査が行われたことで知られる。天和3年（1683年）、光圀は当時水戸領であった那須郡武茂郷（むものさと、現在の栃木県那珂川町馬頭）を訪れた際、同地の庄屋であった大金重貞から同人の著書『那須記』を献上された。光圀はその『那須記』に記された古碑（那須国造碑）に興味を持ち、碑文に登場する那須直韋提（なすのあたいいで）の墓所を確認すべく、碑の近くにある上侍塚古墳・下侍塚古墳の発掘調査を企てたものである。なお、那須国造碑は下侍塚古墳の北500メートルにある笠石神社の神体となり、国宝に指定されている。
光圀の命による発掘調査は元禄5年（1692年）に実施された。このときの調査の所見は大金重貞が『湯津上村車塚御修理』という題名で記録に残している。上侍塚の後方部中央を5尺（約1.5メートル）ほど掘り下げると、石釧、鉄鏃、管玉などが出土したとあり、これらの下には「へな土」（泥土）を塗り、その中には「墨・漆の練り土」「朱少々」があったという。これは、粘土郭の中に木棺を収めた埋葬施設とみられる。下侍塚についても同様に後方部中央を5尺ほど掘り下げると遺物が出土したというが、『湯津上村車塚御修理』は下侍塚の埋葬施設については言及していない。両古墳からの出土品は以下のとおりであった。
- 上侍塚 - 銅鏡（捩文鏡か）、石釧、管玉、鉄鏃、鉄鉾身、鎧破片、鉄刀身破片、高坏
- 下侍塚 - 銅鏡（斜縁神獣鏡か）、鉄斧、大刀柄頭、鉄刀身破片、鎧破片、高坏、壺

なお、これら出土品は、絵師に命じて記録図を描かせた後、松材の箱に納めて、もとどおり埋め戻したという。また、光圀は墳丘保護のため、松を植樹させた。こうした一連の光圀による活動は、今日の文化財調査・文化財保護に通じるものといわれている。
下侍塚については、1975年に周濠を主とする調査が実施され、葺石が確認されたほか、土師器壺などが出土している。
2021年1月19日の下野新聞の報道によると、栃木県は、上述の徳川光圀による日本考古学史上初の学術調査の結果を再確認すべく、上侍塚・下侍塚の再発掘を計画している。

## 景観維持
墳丘上はアカマツに覆われ独特の景観を形成していたが、松食い虫被害が深刻化し、文化庁は2025年（令和7年）3月に25本の松を伐採した。
大田原市は2025年3月6日付で古墳の管理団体に市を指定するよう意見具申を文化庁に対して行い、2025年5月2日付で大田原市が文化財保護法に基づく管理団体となった。